# 10761 Lyubimets
10761 Lyubimets este un asteroid din centura principală de asteroizi.

## Descriere
10761 Lyubimets este un asteroid din centura principală de asteroizi. A fost descoperit pe 12 octombrie 1990 la Tautenburg de Lutz Dieter Schmadel și Freimut Börngen. Asteroidul prezintă o orbită caracterizată de o semiaxă mare de 2,59 ua, o excentricitate de 0,13 și o înclinație de 1,3° în raport cu ecliptica.